# Mednarodna podiplomska šola Jožefa Stefana
Mednarodna podiplomska šola Jožefa Stefana (MPŠ) je bila ustanovljena leta 2004 kot samostojni visokošolski zavod. Glavni pobudnik ustanovitve je bil Institut "Jožef Stefan" ob močni podpori industrije (Gorenje, Kolektor, Salonit, Slovensko zavarovalno združenje) in mednarodnega omrežja sodelujočih univerz in institutov iz Evropske unije, ZDA, Japonske in drugih držav. 
Pri študiju na Mednarodni podiplomski šoli je poudarek na takojšnji vključitvi študentov v raziskovalno delo pri raziskovalnih in aplikativnih projektih na Institutu "Jožef Stefan".

## Študijski programi
Na Mednarodni podiplomski šoli se izvajata bolonjska študija druge in tretje stopnje. Bolonjski študij druge stopnje traja dve leti, z zaključkom programa pa študent pridobi strokovni naziv magister. Bolonjski študij tretje stopnje pa traja tri leta, z zaključkom programa študent pridobi naziv doktor znanosti.
Študijski programi so:
- Nanoznanosti in nanotehnologije,
- Informacijske in komunikacijske tehnologije,
- Ekotehnologije,
- Senzorske tehnologije